# Peredur fab Efrawg
Peredur fab Efrawg [pe'redir vaːb 'evraug] („Peredur, der Sohn Efrawgs“) ist der Titel einer der „drei Romanzen“ (Y Tair Rhamant) der walisischen Literatur. Die beiden anderen sind Iarlles y Ffynnawn („Die Herrin der Quelle“) und Gereint fab Erbin („Gereint, der Sohn des Erbin“). Das Werk ist in einigen, teilweise bruchstückhaften Versionen aus dem 14. Jahrhundert im Llyfr Gwyn Rhydderch („Das Weiße Buch von Rhydderch“) und im Llyfr Coch Hergest („Das Rote Buch von Hergest“) aufgezeichnet.

## Inhalt
Die Sage erzählt die Entwicklung Peredurs von einem unwissenden Jüngling zu einem von allen geachteten Mitglied der Tafelrunde von König Arthur. Die einzelnen Episoden der Handlung weisen nur einen losen Zusammenhang auf und sind lediglich durch die Figur des Helden miteinander verbunden.
Nach dem Tod seines Vaters zieht sich die Mutter mit dem Knaben in die Waldeinsamkeit zurück, wo er einfältig aufwächst – er treibt ein Rudel Hirschkühe in den Stall, in der Meinung, es handle sich um Ziegen. Er entflieht schließlich seiner Mutter, als er zum ersten Male Rittern begegnet. 
„Sage, Freund, hast du einen Ritter heute oder gestern hier vorbeiziehen sehen?“ fragte Owein. - „Ich weiß nicht“, antwortete er [Peredur] „was ein Ritter ist.“ - „Einer wie ich selbst“, sagte Owein.
Am Arthurhof wird er von Kei als Dummkopf mit kindischen Waffen verspottet. Ein Zwergenpaar, das Peredur ebenfalls preist, wird deshalb von Kei misshandelt. Deshalb beschließt Peredur, ein Ritter zu werden, um sich an den Spöttern, besonders an Kei rächen zu können. Sein späterer Gefährte Gwalchmei fab Gwyar (Gawain) begrüßt ihn freundlich und versorgt ihn mit Waffen und Rüstung. Peredur lernt zuerst beim lahmen Fischerkönig das Stockfechten, sodann in der nächsten Burg den Umgang mit dem Schwert. Eine Eisensäule kann er mit einem Hieb spalten. In der dritten Burg befreit der die Herrin von ungebetenen Freiern und gewinnt sie für sich. Jeden besiegten Gegner sendet er mit einer Botschaft an den Arthurhof zurück.
„Gnade sollst du erhalten“, sagte Peredur, „wenn du schwörst, an den Hof Arthurs zu gehen und ihm zu sagen, dass ich es war, der dich niederwarf in seinen Diensten und zu seiner Ehre. Und sage, dass ich nicht früher an seinen Hof kommen werde, als bis ich mit dem Langen [Kei], der dort ist, zusammengetroffen bin, und die Mißhandlung des Zwerges und der Zwergin gerächt habe.“
Wieder in einer anderen Burg wehrt er einen Überfall der „Hexen von Gloucester“ (gwidonot Caer Loyw) ab. Eine der Hexen verschafft ihm als Dank für die Schonung ihres Lebens Pferd und Waffen und unterrichtet ihn in ihrem Gebrauch. Später allerdings kommt er mit anderen Rittern der Tafelrunde zurück und erschlägt alle Hexen.
Chrétien de Troyes hat diesen Stoff in seinem Versroman Li Contes del Graal aus dem 12. Jahrhundert bearbeitet. Wolfram von Eschenbach beschrieb in seinem Versepos Parzival, entstanden Anfang des 13. Jahrhunderts, dasselbe Thema. Ungeklärt ist die Frage nach den ursprünglichen Quellen und der gegenseitigen Beeinflussung dieser drei Werke.

## Weblink
- Lady Charlotte Guest: Peredur the Son of Evrawc auf der Website des Camelot Project der University of Rochester (englisch)